# The Case of the Velvet Claws
The Case of the Velvet Claws (O Caso das Garras de Veludo) é um livro escrito pelo autor norte americano Erle Stanley Gardner em 1933, o primeiro livro da série de livros Perry Mason.

## Sinopse
Após um assalto falho a um hotel, a bela Eva Griffin é surpreendida na presença de um proeminente congressista, fato pouco importante, se Eva não fosse casada com um homem de negócios ilícitos. Para proteger o político, Eva paga pelo silêncio do editor de um tabloide sensacionalista, Perry Mason porém tem outros planos, ele segue o rastro do jornalista, e descobre uma verdade muito diferente. Na teia do crime, Perry Mason, passa a ser o principal suspeito de um assassinato. Mason enfrenta então algo muito mais complicado, ser seu próprio advogado diante do tribunal.
Neste primeiro livro Perry Mason ainda não tem as características que viriam a tornar a personagem famosa. Ainda não é o advogado que resolve os casos em tribunal. Aqui foi mais um detective do que um advogado.
Deste primeiro caso estão arredadas as interessantes lutas com o promotor de justiça em pleno tribunal. Tudo se passa num processo de investigação, onde apesar de ocorrer a prisão da sua cliente, o que se tornaria frequente, Mason resolve tudo antes do julgamento.
Apesar de não se encontrarem os interessantes interrogatórios de Mason, esta história tem no entanto uma outra característica particular. A solução nasce de indícios e não de construções teóricas, como acontecerá muitas vezes, que depois Mason tenta provar forçando a deslizes nos interrogatórios das testemunhas. Della Street e Paul Drake fazem a sua aparição logo neste primeiro episódio.

### Publicação
O caso das garras de veludo foi publicado em Portugal pela primeira vez em 1947 na Colecção Vampiro. Em 1984, na Vampiro Gigante- Obras de Erle Stanley Gardner, fez parceria no volume duplo com O Caso do Cão Uivador. Finalmente em 2003 a editora Asa fez uma nova tradução da obra, numa edição que se repetiu dois anos depois.

## Representações

### O filme
Em 1936 o livro se tornou filme, pela First National Pictures lançado em 15 de Agosto de 1936 com 63 minutos de duração teve em seu elenco
- Warren William como Perry Mason
- Claire Dodd como Della Street
- Winifred Shaw como Mrs.Eva Belter/Eva Stuart
- Bill Elliott como Carl Griffin
- Joe King como George C. Belter
- Addison Richards como Frank Locke
- Eddie Acuff como Paul Drake
- Olin Howland como Wilbur Strong
- Dick Purcell	como Crandal
- Kenneth Harlan como Peter Milnor'
- Clara Blandick como Judge Mary F. O'Daugherty
- Ruth Robinson como Mrs. Veite
- Paula Stonecomo Norma Veite
- Robert Middlemass como Sargento Hoffman
- Stuart Holmes como Digley

### O Episódio de TV
The Case of the Velvet Claws foi um episódio da série Perry Mason da CBS, foi o 175º episódio da série, exibido em 21 de Março de 1963. E estrelado por:
- Raymond Burr como Perry Mason
- Barbara Hale como Della Street
- William Hopper como Paul Drake

Participação especial:
- Wesley Lau como Andy Anderson
- Patricia Barry como Mrs. Eva Belter
- James Philbrook como Harrison Burke
- Wynn Pearce como Carl Griffin
- Virginia Gregg como Mrs. Vickers
- Anna-Lisa como Norma Vickers
- Richard Webb como George C. Belter
- Harry Jackson como Frank Locket
- Cathie Merchantcomo Esther Linten

Figurantes:
- Peter Leeds como "Fotógrafo"
- Paul Barselou como "Expert"
- Ron Stokes como Deputado